# Barreiros (Pernambouc)
Pour les articles homonymes, voir Barreiros.
Barreiros est une municipalité brésilienne située dans l'État du Pernambouc.